# Ernest Dréolle
Jean Baptiste Ernest Dréolle, född 1829, död 1887, var en fransk journalist och politiker.
Dréolle invaldes som uppmärksammad politisk skribent och anhängare av Eugène Rouher i den lagstiftande församlingen 1869. Han tillhörde de ivrigaste förespråkarna för kriget mot Preussen 1870 och därefter, i synnerhet som deputerad 1876-85 en av bonapartismens verksammaste målsmän.